# Nedertorneå tingslag
Nedertorneå tingslag (före 8 mars 1907 Nedertorneå och Karl Gustavs tingslag) var ett tingslag i norra Norrbotten. Tingsställe från 1780 var Haparanda som då var en by, innan dess  Torneå och mellan 1816 och 1838 i Mattila utanför Haparanda  
Tingslaget upphörde 1919 då verksamheten överfördes till Torneå tingslag. 
Tingslaget hörde mellan 1680 och  1820 till Västerbottens norra kontrakts domsaga, mellan 1820 och 1838 till  Norrbottens domsaga, mellan 1839 och 1877 till Norrbottens norra domsaga och från 1877 till Torneå domsaga.

## Socknar
Tingslag omfattade följande socknar: 
- Nedertorneå socken
- Karl Gustavs socken från 1783

Till tingslaget hörde även Haparanda stad.